# Kulennoinen
Kulennoinen är en sjö i kommunen Nyslott i landskapet Södra Savolax i Finland. Sjön ligger 76,2 meter över havet. Arean är 1,34 kvadratkilometer och strandlinjen är 7,48 kilometer lång. Sjön  ingår i Vuoksens huvudavrinningsområde.   Den ligger omkring 100 kilometer öster om S:t Michel och omkring 290 kilometer nordöst om Helsingfors. 